# Bahnhof Priestewitz
Der Bahnhof Priestewitz ist eine Eisenbahn-Betriebsstelle an der Bahnstrecke Leipzig–Dresden und der hier abzweigenden Bahnstrecke Großenhain–Priestewitz. Der Bahnhof liegt in Priestewitz in Sachsen.

## Geschichte
Der Bahnhof Priestewitz wurde am 9. April 1839 im Zuge des Baues der ersten deutschen Ferneisenbahn – der Strecke Leipzig–Dresden – eröffnet. Eingerichtet wurde er wegen seiner geografischen Nähe zu den wichtigen Städten Meißen und Großenhain, die erst rund zwei Jahrzehnte später einen eigenen Eisenbahnanschluss erhielten.
Das beim Bau der Strecke verwendete Werkshaus wurde nach der Inbetriebnahme des Eisenbahnverkehrs zum Einnahmehaus und Wagenstätte. Die Stadt Großenhain errichtete auf eigene Kosten ein Gasthaus, welches für die Abfertigung des Personenverkehrs genutzt wurde. Die Hochbauten des Bahnhofes selbst bestanden aus einer kleinen hölzerne Bahnsteighalle für die Reisenden, einem scheunenartigen Güterschuppen, einer offenen Halle zum Umladen der Güter auf Fuhrwerke und einer Schmiede zur Wagenreparatur. Zur Wasserversorgung der Lokomotiven gab es eine „Cisterne“.
Priestewitz profitierte vom Bahnverkehr, so dass der Ort schnell einen wirtschaftlichen Aufschwung nahm. Noch vor 1860 wurde ein neues „Einnehmerhaus für Billetverkauf, Gepäck- und Güter-Expedition“ errichtet. Es ersetzte die ersten Bahnhofsbauten von 1839, die dem gestiegenen Verkehrsaufkommen nicht mehr genügten.
Die Stadt Großenhain war sehr an einem eigenen Bahnanschluss interessiert. Großenhainer Bürger gründeten die Zweig-Eisenbahngesellschaft zu Großenhain, die eine Verbindung zur Eisenbahnstrecke Leipzig–Dresden erbaute. Die Strecke Priestewitz-Großenhain wurde am 14. Oktober 1862 eröffnet. Im Jahre 1870 wurde die Strecke durch die Cottbus-Großenhainer Eisenbahn-Gesellschaft bis nach Cottbus weitergeführt. Damit war Priestewitz zu einem Eisenbahnknotenpunkt geworden.
Der Verkehrsverbund Oberelbe (VVO) investierte im Jahr 2005 rund 1,30 Millionen Euro in neue Busabfahrtsstellen am Bahnhofsvorplatz. Die Übergangsstelle Bahnhof Priestewitz wurde am 30. November 2005 zur Nutzung übergeben.
Im August 2006 wurden die Bahnsteiganlagen erneuert und im November desselben Jahres fertiggestellt. Die Gesamtkosten für die Erneuerung der Bahnanlagen lagen bei etwa 1,54 Millionen Euro.
Im Rahmen dieser Sanierung wurden auch der alte Gasthof und die drei Stellwerksgebäude abgerissen.

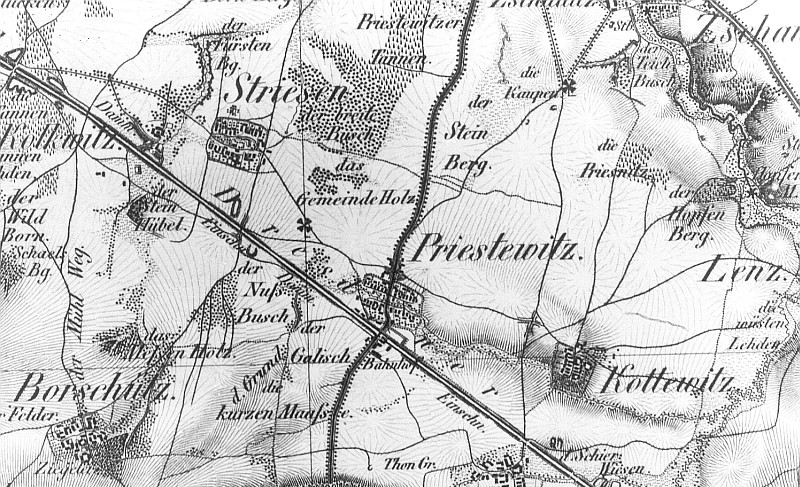
Bahnhof Priestewitz auf der Oberreitschen Karte von 1841/1843
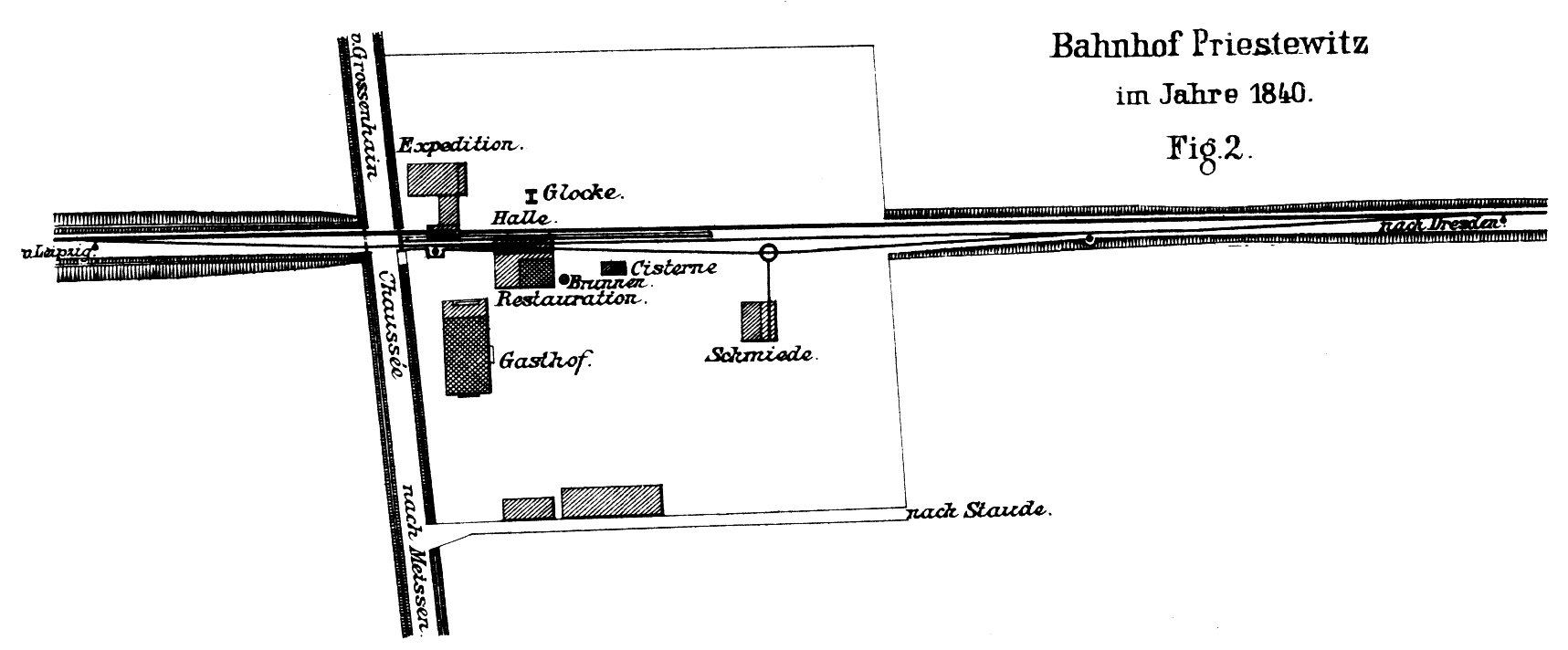
Gleisplan und Hochbauten 1840
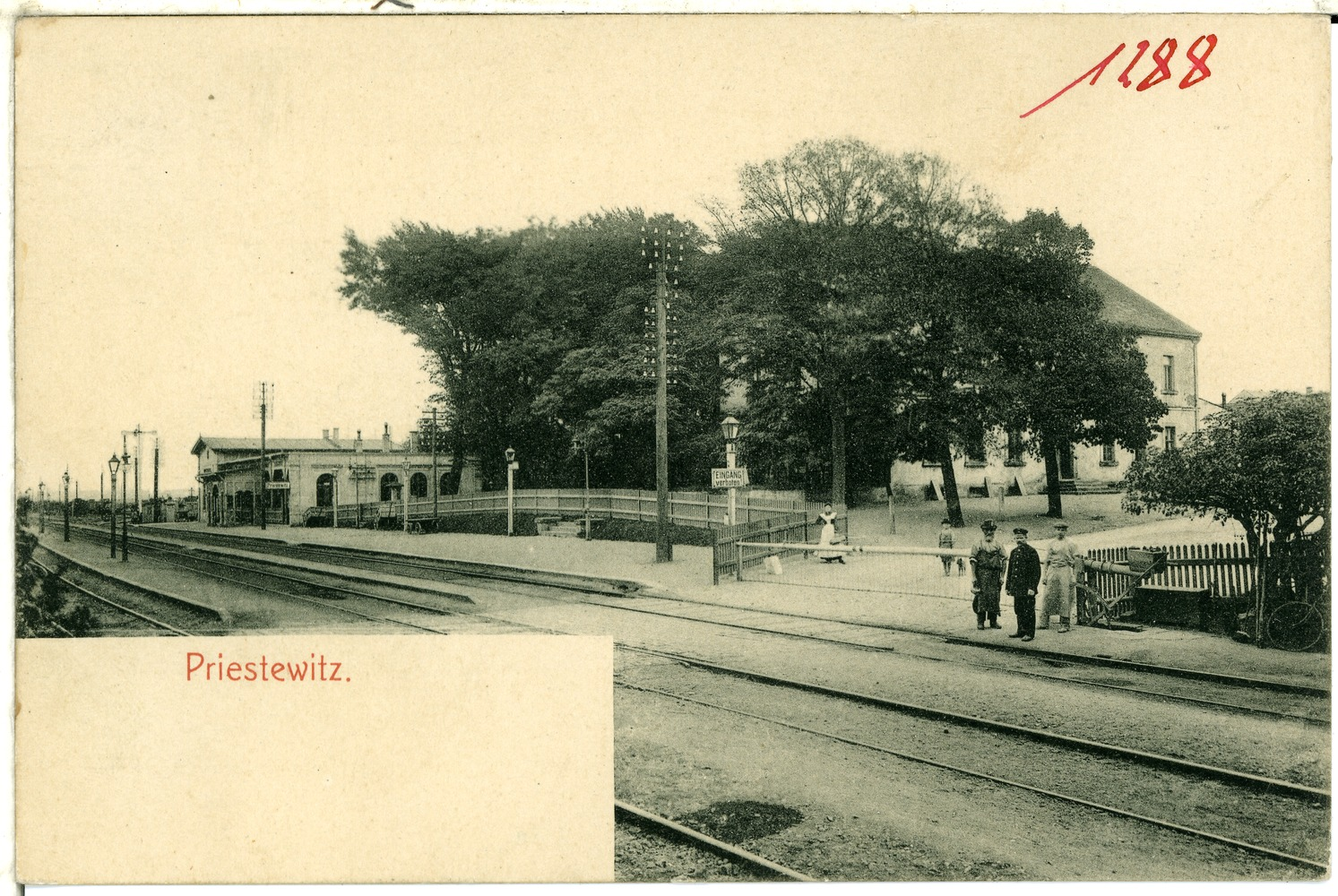
Bahnhof 1899
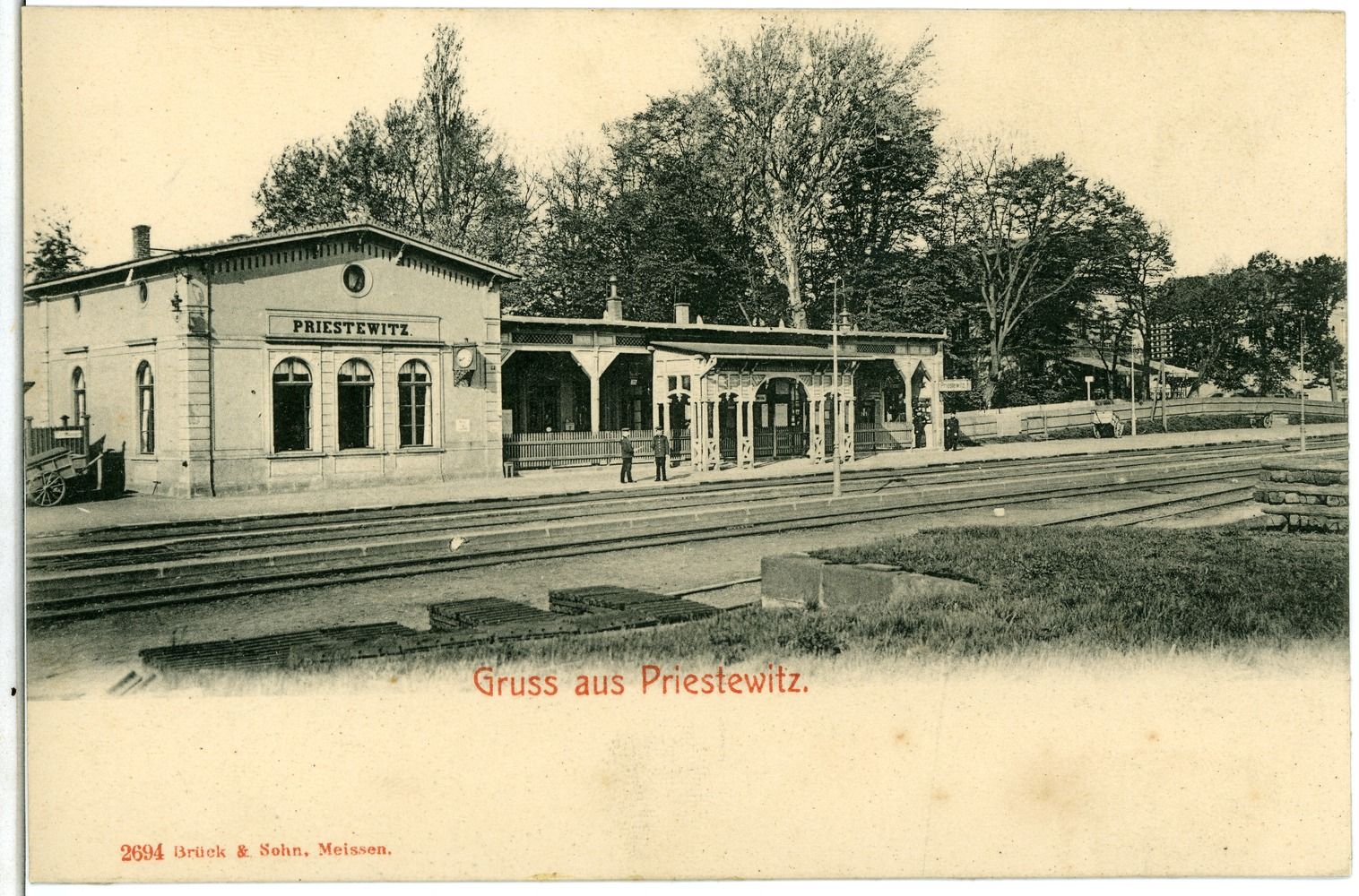
Bahnhof 1902
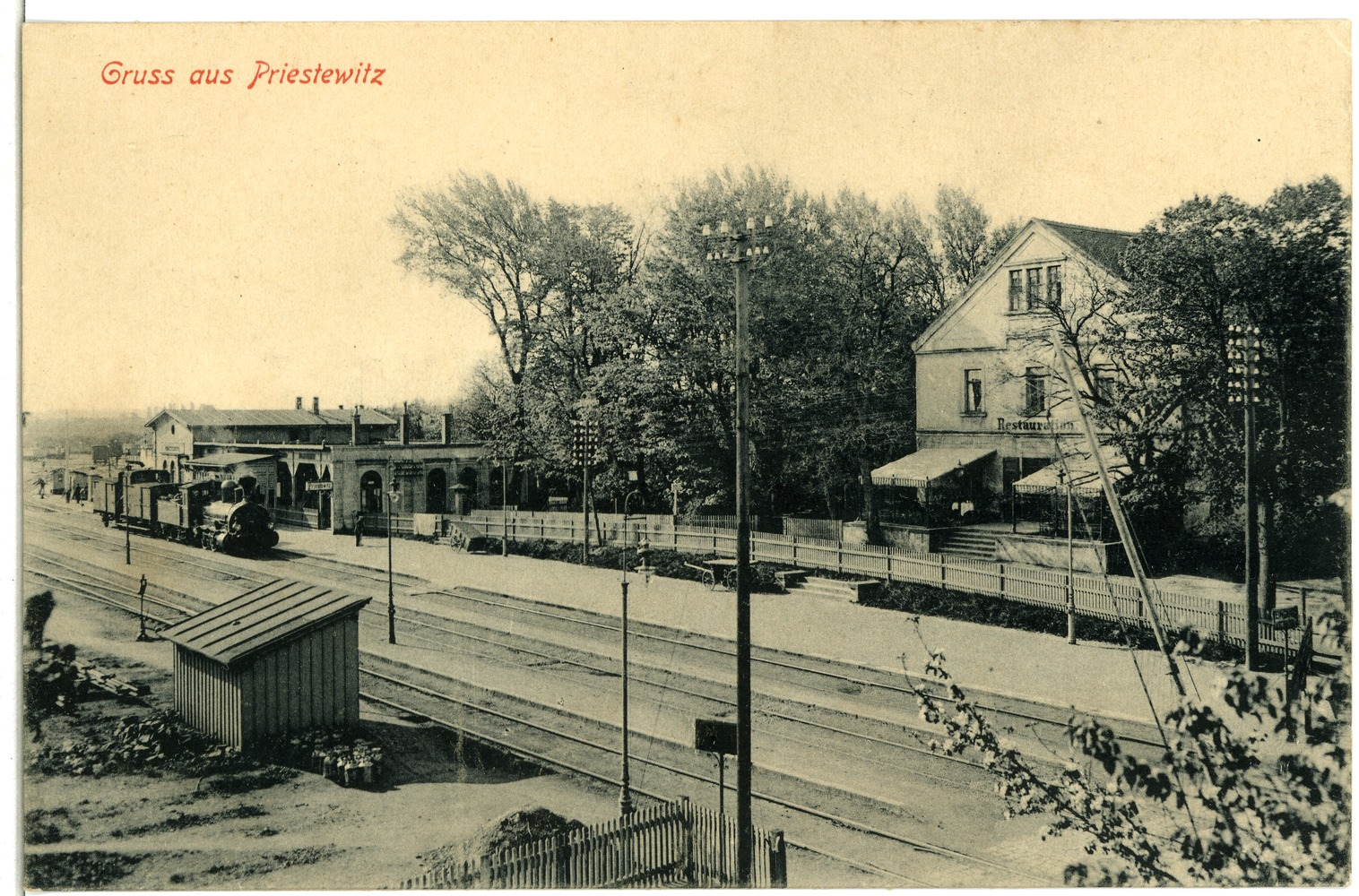
Bahnhof mit Güterzug 1902

## Beschreibung
Der Bahnhof besteht aus einer Wartehalle und einer Bahnsteigüberquerung. Er liegt an der Bahnstrecke Leipzig–Dresden. Wenige hundert Meter in nordwestliche Richtung zweigt die Strecke nach Großenhain ab. Der Bahnhof hat drei Gleise, jedoch verfügt das mittlere nicht über einen Bahnsteig, da es nur für die Durchfahrt von Güterzügen genutzt wird. Die Bahnsteige 1 und 2 sind über eine Fußgängerbrücke verbunden und haben eine vereinheitlichte Bahnsteighöhe von 55 cm über Schienenoberkante. Der Bahnhof besitzt eine zentrale dynamische Fahrgastinformation.
Am Bahnhof befindet sich eine „ÖPNV-Schnittstelle“ zum Überlandbusverkehr. Es stehen drei Bushalteplätze (einer nördlich, zwei südlich der Bahn) und 100 Stellplätze für Park+Ride (P+R) (40 nördlich und 60 südlich der Bahn) sowie Stellplätze für Kurzzeitparker, Motorräder und Taxis zur Verfügung. In der Wartehalle existierte eine Fahrradabstellanlage mit 78 Stellplätzen. Die Anlage ist barrierefrei und behindertengerecht gestaltet.

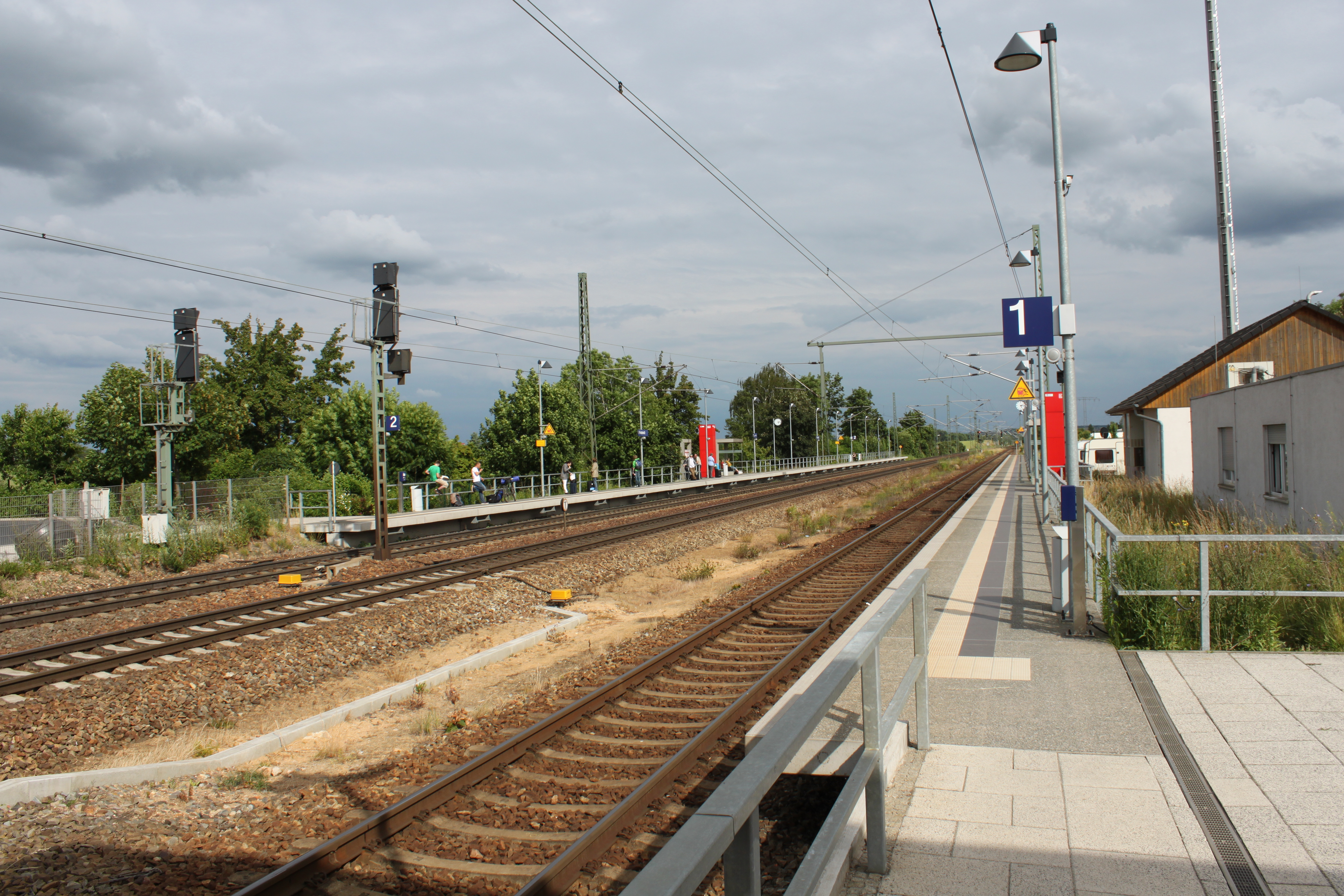
Bahnsteige
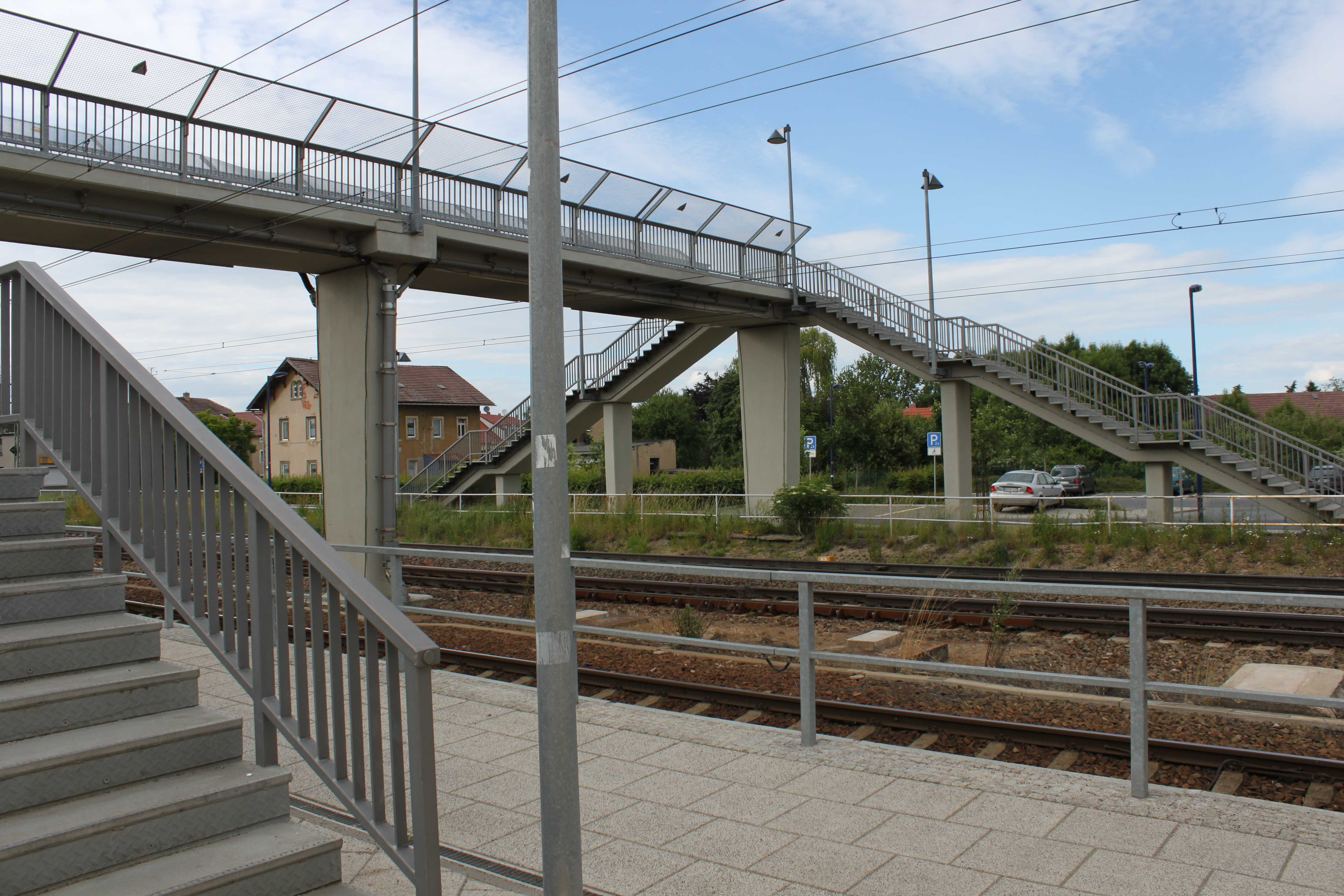
Fußgängerbrücke
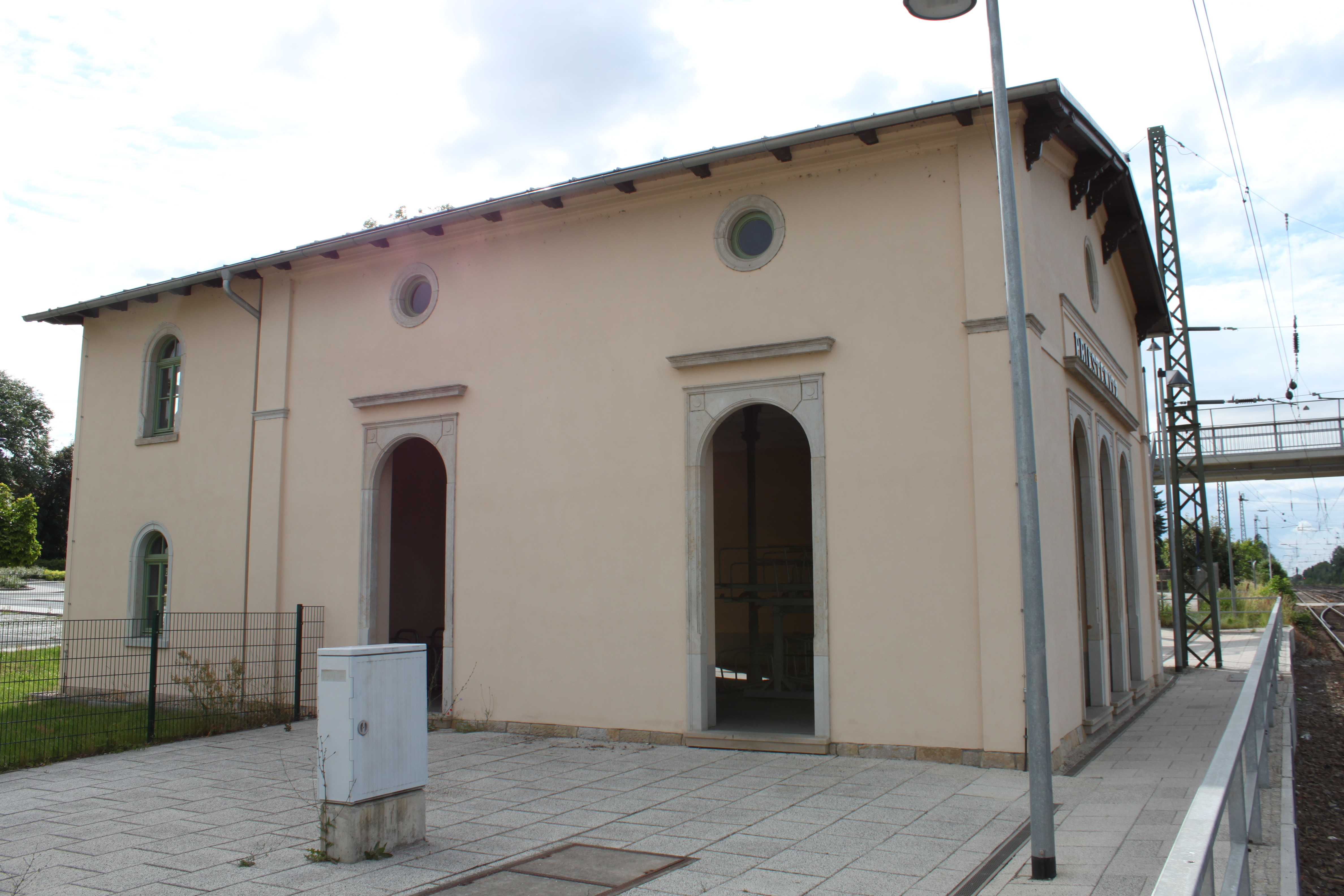
Wartehalle
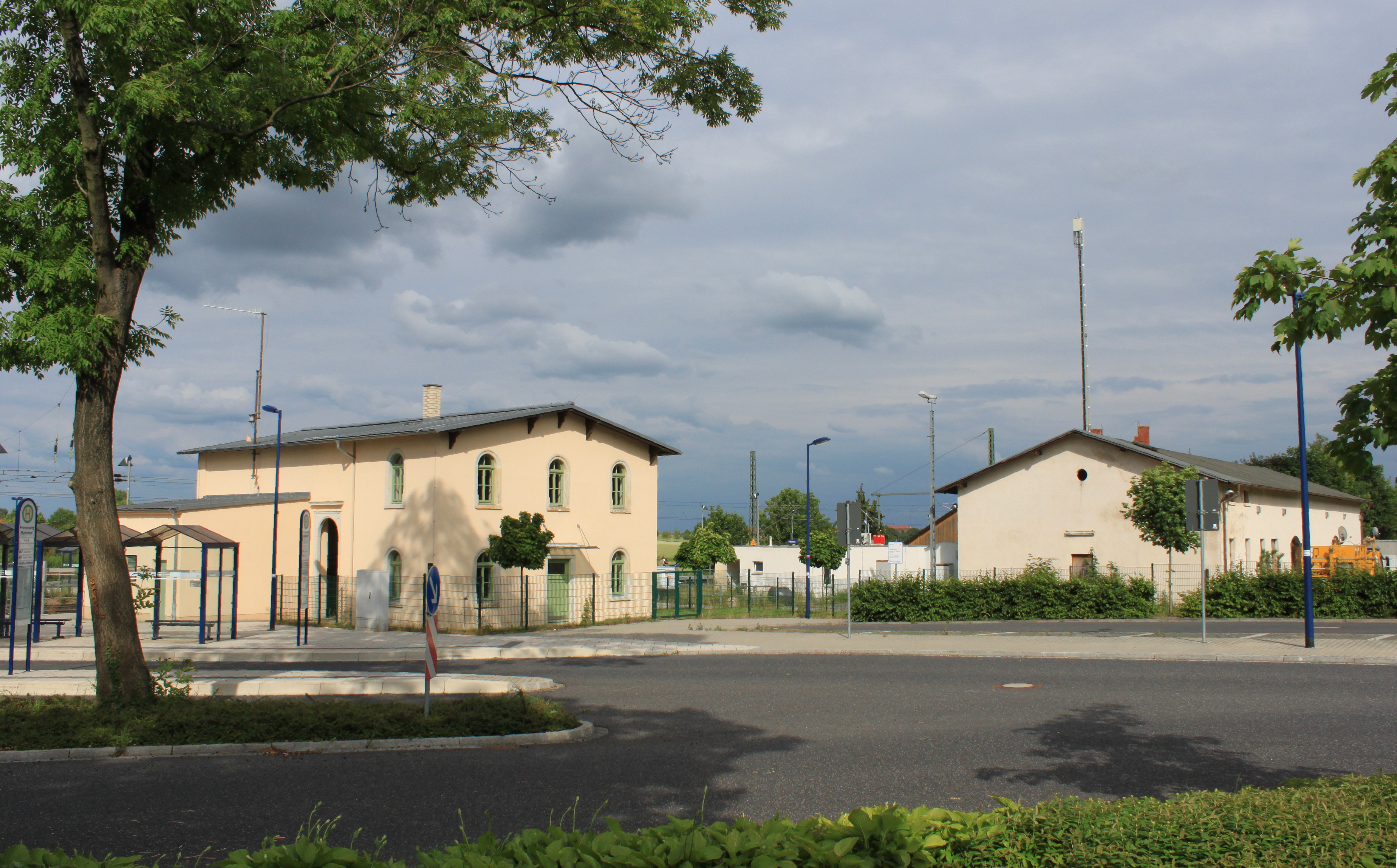
Vorplatz mit Bushaltestellen

## Verkehrsanbindung
Der Bahnhof liegt an der Bundesstraße 101. Ein Parkplatz vor dem Bahnhof ermöglicht Park-and-rail-Verkehr. Zudem ist der Bahnhof mit einer Bushaltestelle an die Linie Meißen–Priestewitz–Großenhain angebunden. Sie wird von der Verkehrsgesellschaft Meißen betrieben. In der Hauptverkehrszeit bestehen drei SPNV-Verbindungen in Richtung Dresden pro Stunde.
| Linie                    | von – nach                                                | Takt                                |
| ------------------------ | --------------------------------------------------------- | ----------------------------------- |
| RE 15                    | Dresden Hbf – Großenhain Cottb Bf – Ruhland – Hoyerswerda | 120 min                             |
| RE 18                    | Dresden Hbf – Großenhain Cottb Bf – Ruhland – Cottbus     | 120 min                             |
| RE 50                    | Dresden Hbf – Riesa – Leipzig Hbf                         | 060 min                             |
| RB 31                    | Dresden Hbf – Großenhain Cottb Bf – Elsterwerda-Biehla    | 120 min (im Berufsverkehr häufiger) |
| Stand: 12. Dezember 2021 |                                                           |                                     |

Vom Bahnhof Priestewitz verkehren die Buslinien 409 (Meißen – Priestewitz – Großenhain), 410 (Großenhain – Priestewitz – Blattersleben – Gävernitz) und 463 (Großenhain – Priestewitz – Böhla – Großenhain).